# Dun-le-Palestel
Dun-le-Palestel is een gemeente in het Franse departement Creuse (regio Nouvelle-Aquitaine). De plaats maakt deel uit van het arrondissement Guéret. Dun-le-Palestel telde op 1 januari 2022 1.086 inwoners.

## Geografie
De oppervlakte van Dun-le-Palestel bedraagt 9,81 km², de bevolkingsdichtheid is 112 inwoners per km² (per 1 januari 2019).
De onderstaande kaart toont de ligging van Dun-le-Palestel met de belangrijkste infrastructuur en aangrenzende gemeenten.

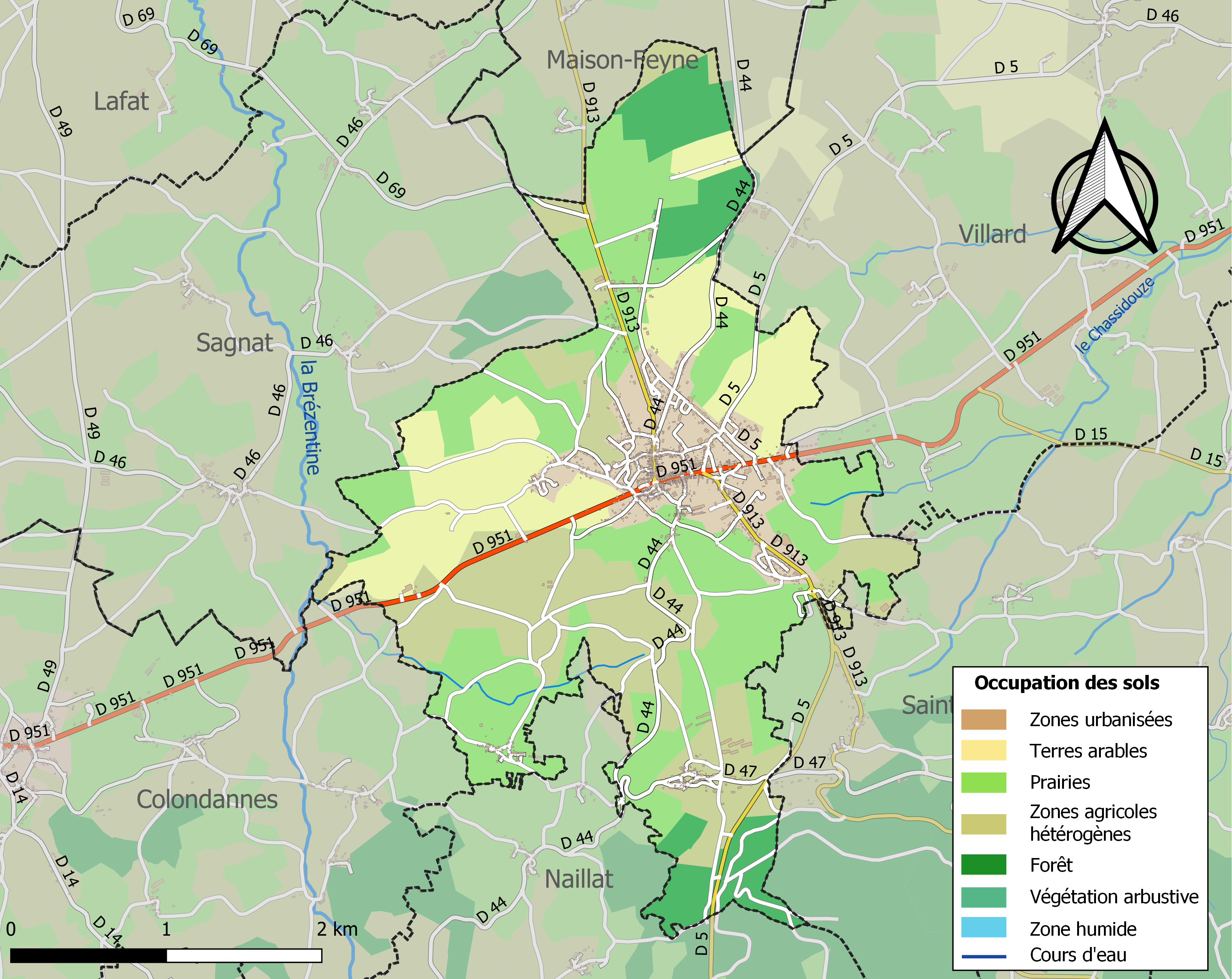

## Demografie
Onderstaande figuur toont het verloop van het inwonertal (bron: INSEE-tellingen).